# Liste der denkmalgeschützten Objekte in Milíře
Grundlage dieser Liste der denkmalgeschützten Objekte in Milíře ist die ÚSKP-Liste (Ústřední seznam kulturních památek České republiky, deutsch Zentrale Liste der Kulturdenkmäler der Tschechischen Republik), die von der tschechischen Denkmalschutzbehörde NPÚ (Národní památkový ústav, deutsch Nationale Denkmalbehörde) seit 1987 geführt wird und an die seit dem Jahr 1850 geschaffenen Listen anschließt.

## Denkmalgeschützte Objekte nach Ortsteilen

### Milíře
| Lage                       | Objekt                       | Beschreibung | ÚSKP-Nr.                  | Bild |
| -------------------------- | ---------------------------- | --- | ------------------------- | ---- |
| Milíře 119, 121 (Standort) | Kirche hl. Petrus und Paulus | Kirche hl. Petrus und Paulus, Gedenk-Kreuz (Flurstück 467/6), Denkmal für die Opfer des Ersten Weltkrieges (Flurstück 467/6), Pfarrhaus Nr. 119, Schule Nr. 121 | 13020/4-4966 Info Katalog | BW   |